# Hossein Rajabian
Hossein Rajabian (en persa: حسین رجبیان; Sari, Iran, 5 de juliol de 1984) és un director de cinema, autor, guionista, fotògraf, productor, director artístic i dissenyador de producció iranià. Rajabian és activista pels drets dels humans i pres polític a l'Iran.